# Bhiria
Bhiria (en ourdou : بهِريا) est une ville pakistanaise située dans le district de Naushahro Feroze, dans le centre de la province du Sind. C'est la sixième plus grande ville du district. Elle est située à près de 10 kilomètres au nord de la ville de Naushahro Feroze.
La population de la ville a été multipliée par près de quatre entre 1972 et 2017, passant de 6 209 habitants à 24 741. Selon le recensement de 2023, la population de la ville monte à 30 527 habitants.
|            | 1972 (rec.) | 1981 (rec.) | 1998 (rec.) | 2017 (rec.) | 2023 (rec.) |
| ---------- | ----------- | ----------- | ----------- | ----------- | ----------- |
| Population | 6 209       | 8 229       | 13 099      | 24 741      | 30 527      |